# Albert Jacquard

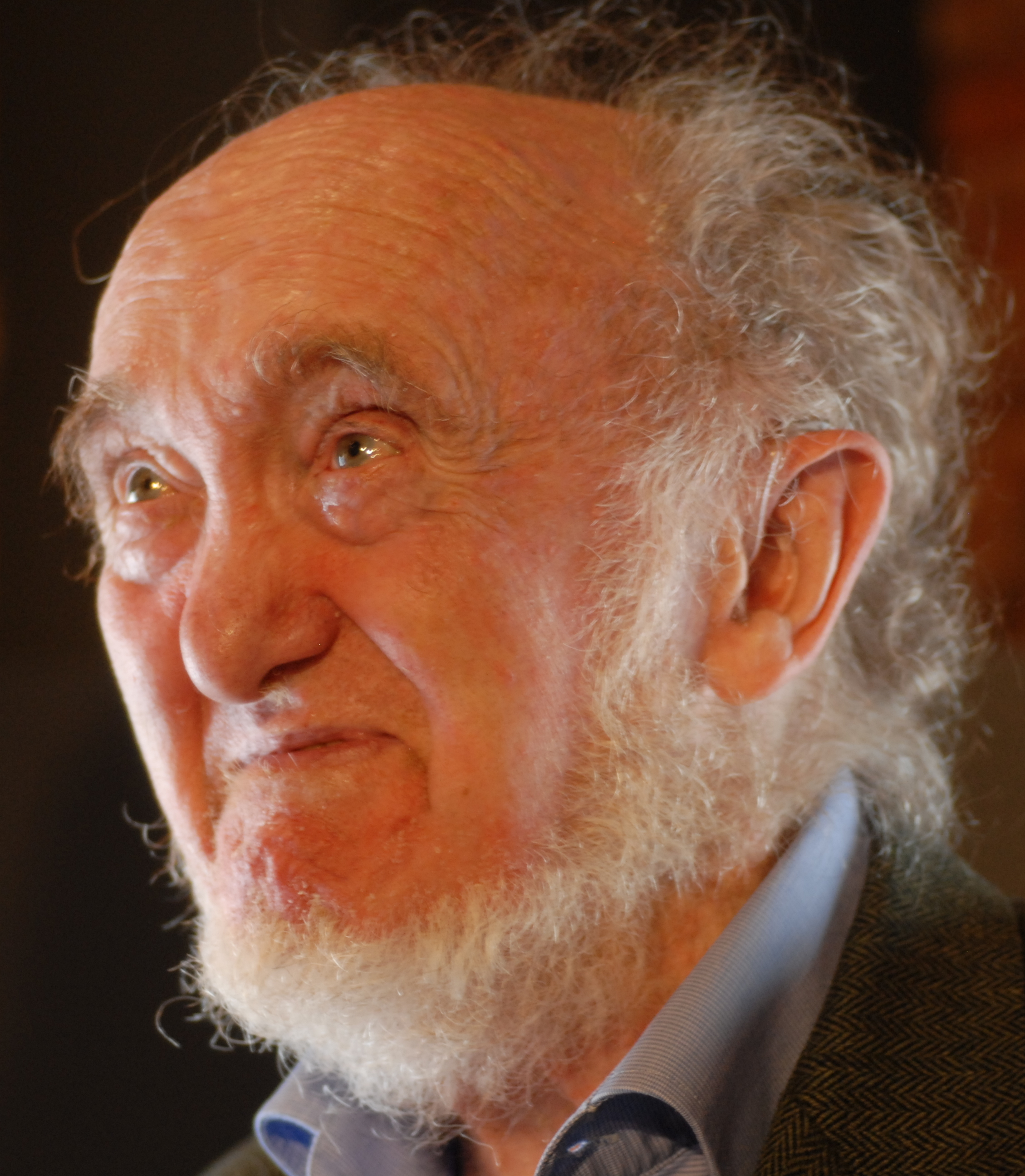
Albert Jacquard (2009)

Albert Jacquard (* 23. Dezember 1925 in Lyon; † 11. September 2013 in Paris) war ein französischer Populationsgenetiker, Gesellschaftsphilosoph und populärwissenschaftlicher Autor.

## Leben
Albert Jacquard wuchs in einem katholischen, großbürgerlichen Elternhaus auf. 1934 verlor er bei einem Unfall seinen Bruder und die Großeltern. Er absolvierte nach Kriegsende eine Ausbildung zum Maschinenbauingenieur und Systemingenieur und war im Staatsdienst in wechselnden Funktionen, so in der ökonomischen Aufsicht über die Staatsindustrie (SEITA) und im Gesundheitswesen beschäftigt. 1966 absolvierte er eine Weiterbildung in Fragen der Demographie und Genetik in den USA und arbeitete in Stanford. Nach seiner Rückkehr arbeitete er am Institut national d’études démographiques (INED) und promovierte 1970 in Genetik und 1972 in Humanbiologie. Als Experte in Fragen der Genetik wurde er von 1973 bis 1985 zur Weltgesundheitsorganisation (WHO) delegiert. Nach einer Beschäftigung als Gastdozent an der Universität Genf von 1973 bis 1976 erhielt er dort eine Gastprofessur. Die Université catholique de Louvain holte ihn zwischen 1979 und 1981 und die Universität Pierre und Marie Curie in Paris zwischen 1978 und 1990 als Professor.
Er schrieb regelmäßig für die Zeitung Le Monde diplomatique und hatte zwischen 2001 und 2010 eine Sendung bei France Culture.
Jacquard war von 1983 bis 1988 Mitglied in der nationalen Ethikkommission (Comité consultatif national d’éthique). Jacquard engagierte sich in einem breiten Spektrum von zivilgesellschaftlichen Initiativen, so gegen den Stierkampf, für Freie Software, Unterstützer des Russell-Tribunals zu Palästina. Er war Atheist. 1999 kandidierte er auf der von Daniel Cohn-Bendit geführten Liste der Les Verts zum Europaparlament. Er war ein Esperantist und unterstützte bei der Europawahl 2004 die Liste Europa – Demokratie – Esperanto.
Jacquard hat über fünfzig Bücher veröffentlicht, die zum Teil populärwissenschaftlich gehalten waren, er wurde in mehrere Sprachen übersetzt. „Es gibt keine Hierarchie der Rassen, lautete seine Botschaft“.
Jacquard erhielt Ehrendoktortitel mehrerer Hochschulen, er wurde 1980 als Offizier in die Ehrenlegion aufgenommen und erhielt 2012 den Großoffiziersgrad des Ordre national du Mérite.

## Schriften (Auswahl)
- Dans ma jeunesse. Stock, 2012[3]
- Mon Utopie. 2006
- Halte aux jeux ! 2004
- Dieu ?. Éditions Stock, 2003
- La science à l’usage des non-scientifiques. 2003
- Was wir wirklich wissen müssen, um die Welt zu verstehen. Rogner und Bernhard bei Zweitausendeins, Frankfurt am Main 2002
- Der Mensch und seine Gene. BLT, Bergisch Gladbach 1998
- J’accuse l’économie triomphante. 1995
- L’explosion démographique : un exposé pour comprendre, un essai pour réfléchir. 1993
- La légende de la vie. 1992
- Voici le temps du monde fini. 1991
- Cinq milliards d’hommes dans un vaisseau. 1987
- L’heritage de la liberte : de l’animalite a l’humanitude. 1986
- Les Probabilités. 1974
- Structures génétiques des populations. 1970